# ピート・ファンデカンプ
ピート・ファンデカンプ（Piet van de Kamp, 1901年12月26日 - 1995年5月18日）は、アメリカ合衆国の天文学者。アメリカではピーター・ファンデカンプ（Peter van de Kamp）として知られる。
恒星の視差と固有運動の観測を行った。1960年代にバーナード星の固有運動に揺らぎのある観測結果から、バーナード星に惑星または惑星のような天体があると主張した。しかし、1970年代には、その観測結果は観測機器の固有の誤差によるもので信頼できないと否定された。

## 生涯
オランダのカンペンに生まれた。1922年にユトレヒト大学を卒業後、1923年にアメリカ合衆国に渡る。 1926年にフローニンゲン大学からPh.D.を取得。マコーミック天文台、リック天文台で学び1925年カリフォルニア大学から博士号を得た後、バージニア大学附置のマコーミック天文台に戻り、恒星の固有運動の観測を行った。1937年から1972年まで、スワースモア大学で天文学の教授を務め、同大学附置のスプロール天文台の台長となった。アストロメトリと呼ばれる観測法の世界的権威であり、多くの小天体を発見した。太陽系に近い恒星であるバーナード星の位置観測を20年近くにわたって定期的に行い、1963年、バーナード星の固有運動が25年の周期で振動しており、バーナード星に重力効果をあたえている木星程度の惑星が存在することを主張した。さらに観測結果の蓄積により、惑星は2つ存在すると自説を変更した。しかし、1970年になってアレゲニー天文台のジョージ・ゲートウッドや、南フロリダ大学のハインリッヒ・エイクボーンらの観測によって、観測機器の固有の誤差によるもので信頼できないと否定された。
1982年ジュール・ジャンサン賞受賞。1995年5月、93歳で死去。ミシェル・マイヨールらによって最初の（主系列星の周りを回る）太陽系外惑星が発見される、わずか5ヶ月前のことであった。